# Las Cabanyas
Las Cabañas (oficialmente en catalán: Les Cabanyes) es un municipio de la comarca del Alto Panadés, en la provincia de Barcelona, comunidad autónoma de Cataluña, España.

## Economía
La tasa de paro es del 5,93% (2,48% en hombres y 11,01% en mujeres).

## Geografía
Esta pequeña población se encuentra rodeada por varios municipios de la comarca, limitando por el oeste con Vilobí del Penedès, al sur con Villafranca del Panadés, al este con La Granada y al suroeste con Pachs del Panadés. Se encuentra a una altitud sobre el nivel del mar de 252 metros, y es uno de los municipios más pequeños de la comarca, con 1,79 km².
El municipio se encuentra junto a la riera de Manyans y es atravesado por la carretera BV-2127, que lo comunica con Viloví, Bellver y Guardiola de Fontrubí al norte y Villafranca del Panadés al sur.
El montículo de Sant Jaume es el accidente geográfico más importante del municipio que, además drena el torrente de la Torreta, tributario del torrente de la Rovira y de la riera de Ribes.

## Historia
Según los datos arqueológicos, en Las Cabanyas, más concretamente en San Valentín, había una villa romana que se sitúa entre el siglo I a. C. y el siglo VII d. C. de la que todavía se puede ver un fragmento de mosaico.
No es hasta finales del siglo XII que aparece documentado el pueblo de Las Cabanyas. Fue construido en un lote de tierras, propiedad de la Orden de San Juan de Jerusalén y que sería actualmente una única calle, pero tenía diferentes núcleos, otra en la actual Mas Albornà y la última en torno a la iglesia. La orden del Hospital de San Juan de Jerusalén se estableció en la iglesia románica de San Valentín en 1135 e instaló el pedido de San Valentín de Las Cabanyas, el primero que la orden fundaba en el Panadés y una de los primeros pedidos en toda Cataluña. Adquirió riquezas por muchas de las donaciones que recibió de los caballeros de la comarca, de las cuales es significativa la de Guillem de Granada en 1137. En 1306 se efectuó el traslado del pedido hospitalario a la capilla de San Juan, en Villafranca del Panadés.
Posteriormente, con la crisis económica bajo medieval la población entró en decadencia y no fue hasta el siglo XVI cuando se establecieron los límites municipales que han prevalecido. Más tarde, durante los siglos XVII y XVIII, el pueblo fue progresando y llegó a pasar el centenar de habitantes.
Dos veces el municipio tuvo que defender su autonomía. En 1868 el gobierno propone juntar los pueblos de Vilobí y Las Cabanyas, pero el Ayuntamiento se opone. La propuesta se repite en 1924, con el mismo resultado. El Ayuntamiento de Las Cabanyas lo rechaza alegando la larga historia que tiene detrás y el cumplimiento en todo momento de sus obligaciones y disposiciones legales que avalan la autonomía municipal.
La casa de Mas Gomà fue el lugar de nacimiento del Dr. José Torras y Bages (1846-1916).

### Los nombres de las calles
El 10 de mayo de 1937, el Pleno decide cambiar los nombres de las calles por numerales del U al Onze. Más tarde, durante el franquismo, algunas de las calles se cambiaron de nombre por Generalísimo Franco y José Antonio Primo de Ribera y fue el momento en que se llamó Calle Torras i Bages en la calle donde se ubicaba la casa del hijo ilustre. Posteriormente, en 1978, la calle del Generalísimo volvió a ser la avenida U y la calle José Antonio Primo de Ribera, la calle Dos.
Parece muy sencillo de entender que si para racionalizar el plano de una ciudad se usan números como nombres de calle, estos sigan un orden. En el primer nivel se tienen como calles principales la Avenida U y la Calle Cinco. Desde una calle a otra está la Calle Dos, Tres, Quatre y Seis. Después de estos, las calles se fueron nombrando y no se conoce bien qué criterio se utilizó. Más de sesenta años después, para orientarse en Las Cabanyas, es preciso un plano actualizado.

## Símbolos
El escudo actual se aprobó en 1998 y se define como escudo caironado: de gules, una cabaña de sable cerca de 2 cruces de Malta. Por timbre una corona mural de pueblo.

## Demografía
Las Cabañas cuenta con una población de 1012 habitantes (INE 2024).
| Gráfica de evolución demográfica de Las Cabañas entre 1842 y 2021 |
| |
| Población de derecho según los censos de población del INE. Población de hecho según los censos de población del INE.En estos censos se denominaba Las Cabañas: 1842 y 1857. En este censo se denominaba Las Cabañas o Cabanyas: 1860. En estos censos se denominaba Las Cabanyas: 1877, 1887, 1897, 1900, 1910, 1920, 1930, 1940, 1950, 1960 y 1970. |

## Administración y política

### Gobierno municipal
El gobierno municipal al completo lo componen miembros de Junts Per Catalunya y está liderado por Agustí Vallverdú Gil.